# Culicoides amamiensis
Culicoides amamiensis är en tvåvingeart som beskrevs av Tokunaga 1937. Culicoides amamiensis ingår i släktet Culicoides och familjen svidknott. Inga underarter finns listade i Catalogue of Life.